# Nordische Bronzezeit
|  | Dieser Artikel oder Abschnitt wurde wegen inhaltlicher Mängel auf der Qualitätssicherungsseite des Projekts Bronzezeit eingetragen. Dies geschieht, um die Qualität der Artikel aus diesem Themengebiet auf ein akzeptables Niveau zu bringen. Bitte hilf mit, die Mängel dieses Artikels zu beseitigen, und beteilige dich an der Diskussion! |

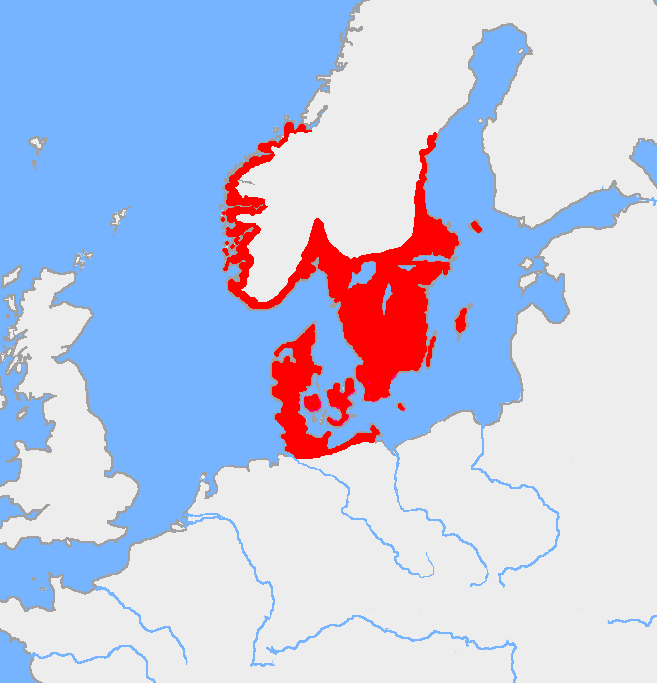
Die nordische Bronzezeit um 1200 v. Chr.

Die Nordische Bronzezeit (1800 v. Chr. – 530 v. Chr.) ist nach Oscar Montelius (1843–1921) eine Epoche der Bronzezeit im südlichen Skandinavien, deren Fundplätze von Dänemark und Norddeutschland bis Estland reichen.
Der Nordischen Bronzezeit ging die besonders in Südskandinavien so bezeichnete jungsteinzeitliche Dolchzeit (Steinkisten-Phase) voraus. Ihr folgte die vorrömische Eisenzeit und schließlich je nach geschichtlicher Einordnung die „Germanische Eisenzeit“, die römische und nachrömische Eisenzeit oder die Vendelzeit (550–800) und anschließend die gemeinskandinavische Wikingerzeit (800–1050).

## Periodisierung
| Nordische Bronzezeit         | Nordische Bronzezeit | Nordische Bronzezeit          |
| ---------------------------- | -------------------- | ----------------------------- |
| Nordische Späte Bronzezeit   | Periode VI           | 550/530 v.Chr. 730/720 v.Chr. |
| Nordische Jüngere Bronzezeit | Periode V            | 730/720 v.Chr. 950/920 v.Chr. |
| Nordische Jüngere Bronzezeit | Periode IV           | 950/920 v.Chr. 1100 v.Chr.    |
| Nordische Ältere Bronzezeit  | Periode III          | 1100 v.Chr. 1300 v.Chr.       |
| Nordische Ältere Bronzezeit  | Periode II           | 1300 v.Chr. 1500 v.Chr.       |
| Nordische Ältere Bronzezeit  | Periode I            | 1500 v.Chr. 1800 v.Chr.       |

Siedlungsgebiete der Bronzezeit in Schweden

Die Nordische Bronzezeit wird nach dem von Oscar Montelius (1843–1921) erstellten System Om tidsbestämning inom bronsåldern med särskilt avseende på Skandinavien (1885) in die Perioden I–VI unterteilt. Für Nordskandinavien wird nicht der Begriff Bronzezeit verwendet, sondern Metallzeit.

## Allgemeine Charakteristika
In weiten Teilen Skandinaviens gab es keine Kupfer- und Zinnvorkommen und Kupferlagerstätten in Schweden wurden erst sehr viel später abgebaut. Die Vorstellung jedoch, dass die menschlichen Gruppen in Skandinavien relativ spät Bronze kennenlernen ist nicht richtig. Zwar wird die vorangegangene Epoche Spätneolithikum (späte Jungsteinzeit) genannt, während in südlich angrenzenden Gebieten bereits von der Frühbronzezeit gesprochen wird. Allerdings sind die Begriffe aus der Forschungsgeschichte heraus gewachsen. Tatsächlich wurden bereits ab etwa 2100 v. Chr. Artefakte aus Zinnbronze eingeführt (Kupfer über Mitteldeutschland v. a. aus der Slowakei, Zinn von den britischen Inseln) und lokal zu eigenständigen Formen geschmolzen.
Die südskandinavischen Fundplätze weisen reiche und guterhaltene Objekte aus Holz, Wolle, Gold und (importierter) Bronze auf. Die organischen Stoffe sind hauptsächlich in Depot- und Einzelfunden erhalten, die meist aus Mooren und Gewässern stammen, sowie in den Hügelgräbern, deren Kammern teilweise gute Erhaltungsbedingungen boten (Baumsärge). Bei der Betrachtung der Bestattungen fällt auch auf, dass sich Bronzewaffen und -schmuck nur in den großen Grabhügeln finden ließ, während die Gräber der einfachen Bevölkerung lediglich Fels- und Feuersteingeräte aufwiesen.
Die Skandinavier adaptierten viele mittel- und südeuropäische Symbole zu der Zeit, als sie selbst neue Stile und Objekte entwickelten. Als Ursache des fremden Einflusses wird der Bernsteinhandel angenommen. Bernstein, der in mykenischen Gräbern dieser Zeit gefunden wurde, stammt von der Ostsee. Daher erscheint es logisch, in der Kultur, die in der Nordischen Bronzezeit erschien, den Versorger der sogenannten Bernsteinstraße zu erkennen. Gravuren in Metall, Petroglyphen und die als Schiffssetzungen bekannten großen Steinsetzungen zeigen, dass Seefahrt in der Ostsee eine Rolle spielte. Aber auch in die andere Richtung lässt sich ein Austausch erkennen; so fand man in Dohnsen in Niedersachsen eine mykenische Ausgußschale.
Aus dieser Zeit sind Erd- und Steinhügel, Röser, Steinkisten und Felsbilder erhalten. Manche Petroglyphen wurden in die Nordische Bronzezeit datiert, indem dargestellte Gegenstände mit archäologischen Funden verglichen wurden. So wurden auch Bronzeäxte als Petroglyphen abgebildet. Der erste Archäologe, der diese Verbindung erkannte, war Oscar Montelius. Daneben gibt es eine Gruppe von Petroglyphen, die der nördlicher lebenden Jägerkultur zuzuordnen sind, die meistens Elche abbilden.
Von einer verbreiteten, anhaltenden Sesshaftigkeit ist erst für die Späte Bronzezeit auszugehen.

## Klima und Landwirtschaft
Die Nordische Bronzezeit fällt generell in die Abkühlungsphase Meghalayan des Holozäns, die, wie die vorhergehenden Abschnitte, erhebliche Schwankungen aufweist.
Landwirtschaft kann in der nordischen Bronzezeit nur für Dänemark und Südschweden nachgewiesen werden. In den übrigen Teilen der Region gab es kaum Böden, die sich für die Bewirtschaftung eigneten. Auf diesen günstigen Böden wurde in der Frühen und Mittleren Bronzezeit vermutlich Wanderfeldbau betrieben. Die dafür typischen Spuren von Brandrodung sind nachweisbar. Aufgrund von Pollenanalysen ist eine zunehmende Waldrodung bereits seit der Jungsteinzeit feststellbar. Diese setzte sich in der Frühen Bronzezeit fort. Eine technische Neuerung der frühen Neuzeit war die Einführung des Ritzpflugs. Für dessen Spitze blieb in der Bronzezeit, ebenso wie viele weitere Landwirtschaftsgeräte, Feuerstein in Verwendung. Angebaut wurden vor allem Emmer und Nacktgerste, in geringerem Umfang auch Dinkel, Einkorn und bespelzte Gerste sowie vereinzelt Nacktweizen, Roggen und Hirse. Als Ölpflanze wurde wohl lediglich Leindotter genutzt.
In der Späten Bronzezeit wurde die Pflanzenauswahl breiter. Aus dieser Epoche gibt es auch erste Belege für Landwirtschaft und umfangreiche Waldrodungen in Norwegen. In Schweden setzte sich bespelzte Gerste als wichtigste Feldfrucht durch. In Dänemark blieb es bei der Vorherrschaft von Emmer. Der Anbau von Leindotter nahm in ganz Skandinavien zu und Lein kam als Öl- und Faserpflanze hinzu.
In der Tierhaltung dominierte das Hausrind, während Schafe und Ziegen nur in kleinen Herden gehalten wurden. Schaf- und Ziegenhaltung nahm in der späten Bronzezeit geringfügig zu.

## Kunst und Kultur

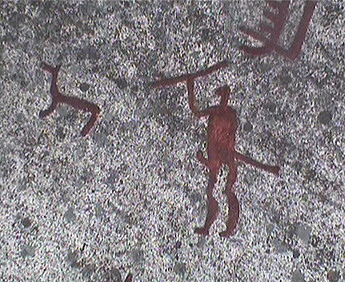
Felsritzung

In Schweden sind aus der Bronzezeit rund 10.000 Plätze mit mehreren hunderttausend Felsritzungen bekannt. Die Bilder wurden mit einem sehr harten Stein in die Felsen geritzt. Ob die Ritzungen – wie heute – ausgemalt waren, ist nicht nachgewiesen. Der bekannteste Fundplatz Skandinaviens sind die Felsritzungen von Tanum.
Ein auffälliger Gegenstand der Bronzezeit sind große Musikinstrumente. Diese trompetenähnlichen Hörner, auch Luren genannt, wurden meist paarweise in Mooren gefunden. Die kulturelle Bedeutung der Luren wird insbesondere durch die Darstellung von Lurenbläsern in Felsbildern unterstrichen.

## Religion

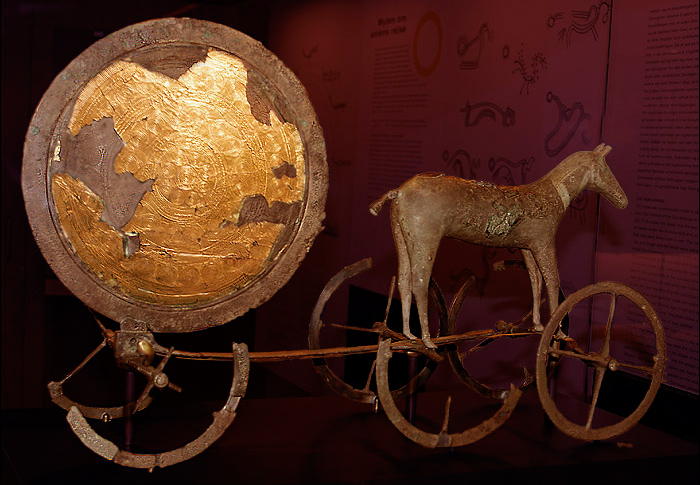
Der von einem Pferd gezogene Sonnenwagen von Trundholm stellt einen wichtigen Teil der Mythologie der Nordischen Bronzezeit dar.

Da schriftliche Quellen fehlen, ist über die Religionen der Nordischen Bronzezeit nicht viel bekannt. Dennoch geben viele archäologische Funde ein vages Bild über den Glauben.
Vermutlich stand die Sonne oder ein Sonnengott im Zentrum der nordisch-bronzezeitlichen Religion. Es wird zudem angenommen, dass ein Zwillingspaar von Göttern verehrt wurde, das sich in der Dualität heiliger Gegenstände spiegeln soll: Wo diese als Opfer in die Erde gelangten (Fund von Mariesminde), werden sie häufig paarweise gefunden. Des Weiteren wurde wohl eine weibliche Göttin (oder auch Muttergöttin) verehrt (siehe dazu Nerthus). Tiere, Waffen, Schmuck und Menschen wurden, soweit feststellbar, oft in Verbindung mit Wasser geopfert. Häufig wurden kleine Moore, Seen oder Teiche als Opferplätze genutzt, weshalb viele Artefakte an solchen Orten gefunden werden. Hierogamie-Riten werden auf Felsritzungen abgebildet, waren also üblich.
Es wird angenommen, dass Inhalte der bronzezeitlichen Religion und Mythologie in der germanischen und nordischen Mythologie weiter existieren, zum Beispiel Skinfaxi und Hrimfaxi Sleipnir und Njörðr.